# آلن ووگل
آلن ووگل مربی موسیقی و از نوازندگان ابوای کلاسیک و دانش‌آموختگان دانشگاه هاروارد اهل ایالات متحده آمریکا است.
وی همچنین برندهٔ جوایزی همچون برنامه فولبرایت شده‌است.